# Toniná
Toniná és un jaciment arqueològic precolombí i una ciutat ruinada de la civilització maia ubicada avui dia a l'estat mexicà de Chiapas, a uns 13 km a l'est de la ciutat d'Ocosingo.

## Acròpolis
L'acròpolis es tracta d'una piràmide maia. Està construïda de manera totalment artificial. És una de les piràmides més grans de la civilització maia amb 75 metres d'altura. Té 208 escalons de pedra i conté més de 300 textos jeroglífics, un tron, ossos (entre ells els del cap de la ciutat anomenat K'inich B'aaknal Chaahk) i terrissa. La seua construcció està datada entre el 840 i 900 dC. Les set plataformes que la integren estan especialitzats en distintes funcions: palaus, temples, habitacions i unitats adminsitratives. Aquestes especialitzacions són úniques comparat amb altres piràmides del món.